# Coryphomys
Coryphomys is een uitgestorven knaagdiergeslacht uit de onderfamilie van de muizen en ratten van de Oude Wereld dat voorkwam op Timor. Dit geslacht is waarschijnlijk het nauwste verwant aan Nieuw-Guinese geslachten als Pogonomys en Mallomys ("Anisomyini").

## Soorten
- Coryphomys buehleri
- Coryphomys musseri[2]